# Macre
Macre (llatí: Macer) fou un cognomen i agnomen romà portat per diversos personatges de diverses gentes. Prové de l'adjectiu llatí macer 'magre', de manera que segurament alguns reberen aquest nom per la seva constitució física, mentre que la major part el degué rebre dels seus pares.
Aquests personatges s'anomenaven Macre de cognomen o agnomen:
- Gai Licini Macre
- Gai Licini Macre Calvus
- Emili Macre
- Emili Macre (poeta)
- Ilíac Macre
- Marci Macre
- Pompeu Macre
- Bebi Macre
- Luci Clodi Macre